# Mill Ends Park

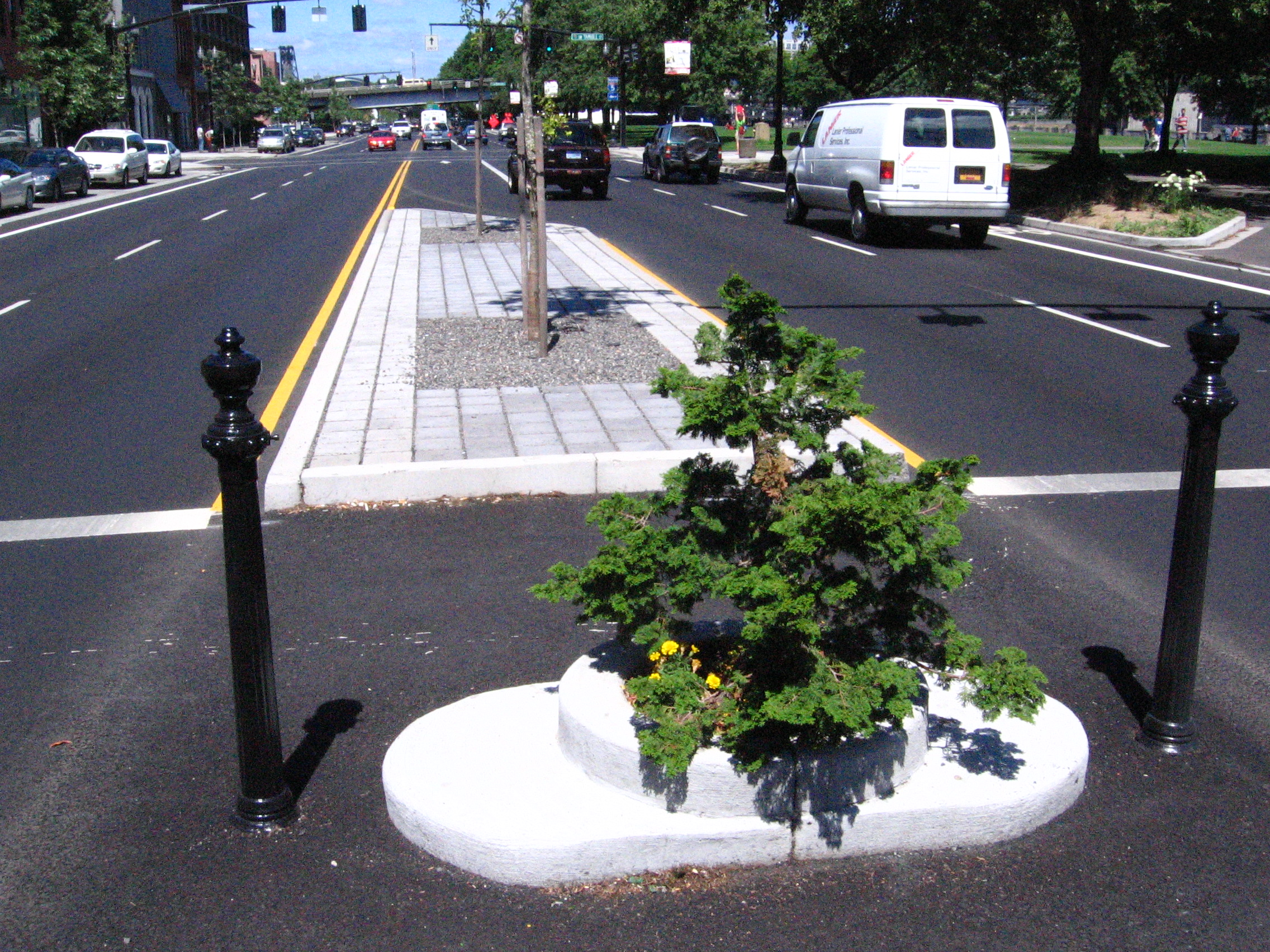
Mill Ends Park, durante el verano de 2007

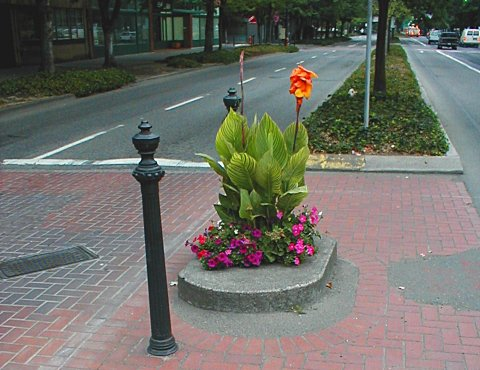
El parque en verano de 2004 (antes de ser remodelado).

Mill Ends Park (erróneamente llamado Mill's End Park) en Portland, Oregón, Estados Unidos, es un pequeño parque construido el día de San Patricio en 1948, destinado a ser una colonia de "Leprechauns", es un lugar en el cual se organizan carreras de caracoles. 
Fue el parque más pequeño del mundo, reconocido por el Libro Guinness World Records hasta febrero de 2025, cuando la distinción fue otorgada a la intersección de una callejuela residencial con la Calle Central de Nagaizumi en Japón.
El parque es un círculo de 61 cm de diámetro y tiene una superficie de 0,292 m². Es parque porque el ayuntamiento de la ciudad así lo dice, aunque realmente se trata de una jardinera.

## Historia
En 1948, el sitio que se convertiría en Mill Ends Park estaba destinado a ser el lugar de colocación de un poste de luz. Cuando el poste no se presentó y las malas hierbas germinaron en el hueco, Fagan, un columnista del Oregon Journal, plantó flores en el agujero y la llamó "Mills Ends" como lo refirió en su columna periodística (una alusión a restos de piezas irregulares de madera en las fábricas de madera). 
Fagan contó la historia del origen del parque:[cita requerida] Miró por la ventana y vio a un duende excavando el hoyo. Él corrió y agarró al duende, lo que significaba que se había ganado un deseo. Fagan dijo que deseaba un parque propio, pero como no había especificado el tamaño del parque en su deseo, el duende le dio el agujero. Durante las próximas dos décadas, Fagan a menudo publica sobre el parque y su duende, llamado Patrick O'Toole, en su caprichosa columna.
Fagan murió de cáncer en 1969, pero el parque siguió viviendo, al cuidado de otros. Fue nombrado parque oficial de la ciudad en 1976.
El pequeño círculo ha ofrecido muchas partidas extraordinarias a través de las décadas, incluyendo una piscina para las mariposas-completa con trampolín, una herradura, un fragmento del Diario del edificio, y una mini rueda de la fortuna que estuvo a cargo de una grúa de tamaño completo.
En febrero de 2006, el parque fue reubicado temporalmente durante la construcción de carreteras en el World Trade Center de Portland, a unos 80 pies (24 m) desde su ubicación permanente. Fue devuelto a su sitio-ahora llamado SW Naito Parkway-el 16 de marzo de 2007.